# Legendrova domneva
Legendrova domnéva [ležándrova ~] je v teorija števil domneva, ki jo postavil Adrien-Marie Legendre (1752–1833), in pravi, da med dvema poljubnima zaporednima popolnima kvadratoma (med številoma {\displaystyle n^{2}\,} in {\displaystyle (n+1)^{2}\,} za vsako pozitivno celo število n (n > 0)) obstaja vsaj eno praštevilo p. Domneva je Landauov 3. problem (izvirno 4. problem, 1912), eden od štirih osnovnih problemov o praštevilih in ostaja odprti problem.
Praštevilski izrek nakazuje, da je dejansko število praštevil med {\displaystyle n^{2}\,} in {\displaystyle (n+1)^{2}\,} (OEIS A014085) približno enako n/ln n, kar je približno enako vrednosti aritmetične funkcije številu praštevil {\displaystyle \pi (n)\,} manjših ali enakih številu n. Legendrova domneva enakovredno pravi, da velja::1
{\displaystyle \pi \left((n+1)^{2}\right)-\pi (n^{2})\geq 1,\qquad \left(n\in \mathbb {N} ^{+}\right)\!\,.}
Če je Legendrova domneva pravilna, je vrzel med dvema zaporednima prašteviloma {\displaystyle g_{n}\,} enaka {\displaystyle O({\sqrt {p}})}. Domneva dejansko izhaja iz Andricaove domneve in iz Oppermannove domneve. Harald Cramér je domneval, da je vrzel vedno veliko manjša in enaka {\displaystyle O(\log ^{2}p)}. Če je Cramérjeva domneva pravilna, bi Legendrova domneva izhajala za vsa dovolj velika praštevila. Cramér je tudi dokazal, da Riemannova domneva za velikost največjih praštevilskih vrzeli nakazuje šibkejšo mejo {\displaystyle O({\sqrt {p}}\log p)}. Iz Legendrove domneve sledi, da je v vsakem zavoju Ulamovega prta vsaj eno praštevilo.
Ker Legenrova domneva sledi iz Andricaove domneve, je dovolj preveriti ali je vsaka praštevilska vrzel, ki se začne pri p, manjša od {\displaystyle 2{\sqrt {p}}.} Razpredelnica največjih praštevilskih vrzeli kaže, da je Legendrova domneva pravilna za vsa števila manjša od 1018. Protiprimer blizu 1018 bi zahteval praštevilsko vrzel 50 milijonkrat večjo od povprečne vrzeli. Matomäki je pokazal, da obstaja največ {\displaystyle x^{1/6}} izjemnih praštevil, ki sledijo vrzelim večjim od {\displaystyle {\sqrt {2p}}}, oziroma posebej:
{\displaystyle \sum _{\stackrel {p_{n+1}-p_{n}>x^{1/2}}{x\leq p_{n}\leq 2x}}p_{n+1}-p_{n}\ll x^{2/3}.}
Ingham je leta 1937 pokazal, da obstaja praštevilo p med {\displaystyle n^{3}\,} in {\displaystyle (n+1)^{3}\,} za dovolj velik n.
Najmanjša praštevila med {\displaystyle n^{2}\,} in {\displaystyle (n+1)^{2}\,} za n > 0 so (OEIS A007491):
2, 5, 11, 17, 29, 37, 53, 67, 83, 101, 127, 149, 173, 197, 227, 257, 293, ...
Kitajski matematik Čen Džing Ran (1933—1996) je leta 1975 dokazal malo šibkejšo različico domneve: med {\displaystyle n^{2}\,} in {\displaystyle (n+1)^{2}\,} obstaja vsaj eno praštevilo p ali vsaj eno polpraštevilo pq, kjer je q praštevilo različno od p.:1 Velja še naprej, da med {\displaystyle n\,} in {\displaystyle n+n^{\theta }\,} vedno obstaja praštevilo, če je {\displaystyle \theta =21/40\,}, oziroma:
{\displaystyle \pi \left(n+n^{\theta }\right)-\pi (n)\gg {\frac {n^{\theta }}{\log n}}\!\,.}
Mnogi matematiki menijo, da se lahko Legendrova domneva reši s pomočjo aritmetične funkcije {\displaystyle \pi (n)\,}, saj na ta način izhaja iz Bertrandove domneve, ki je dokazana (Čebišov (1850), Landau (1909), Ramanudžan (1919)). Bertrandova domneva navaja, da velja podobno:
{\displaystyle \pi \left(2n\right)-\pi (n)\geq 1,\qquad \left(n\in \mathbb {N} ^{+}\right)\!\,,}
oziroma, med {\displaystyle n\,} in {\displaystyle 2n\,} je vsaj eno praštevilo. To je posplošitev praštevilskega izreka. Posledica Bertrandove domneve je, da se lahko poljubno pozitivno celo število zapiše kot vsota praštevil in števila 1, kjer so praštevila med seboj različna. Hašimoto je s pomočjo teorije grup pokazal na povezavo med Bertrandovo domnevo in Legendrovo domnevo. Z naraščajočo frekvenco matematiki dokazujejo obstoj praštevil znotraj določenga obsega števil. Pri dokazovanju Legendrove domneve na primer matematična indukcija ne pride v poštev, saj porazdelitev praštevil ni določena s kakšno posebno značilnostjo, oziroma ni znana.